# Nowosiółki (sielsowiet Nowosiółki, rejon lachowicki)
Nowosiółki (biał. Навасёлкі; ros. Новосёлки) – agromiasteczko na Białorusi, w obwodzie brzeskim, w rejonie lachowickim, w sielsowiecie Nowosiółki.

## Historia
W dwudziestoleciu międzywojennym leżały w Polsce, w województwie nowogródzkim, w powiecie baranowickim, w gminie Darewo. W 1921 miejscowość liczyła 499 mieszkańców, zamieszkałych w 87 budynkach, wy tym 474 Białorusinów i 25 Polaków. 483 mieszkańców było wyznania prawosławnego, 13 rzymskokatolickiego i 3 mojżeszowego.
Po II wojnie światowej w granicach Związku Sowieckiego. Od 1991 w niepodległej Białorusi.